# ترانس أوشن

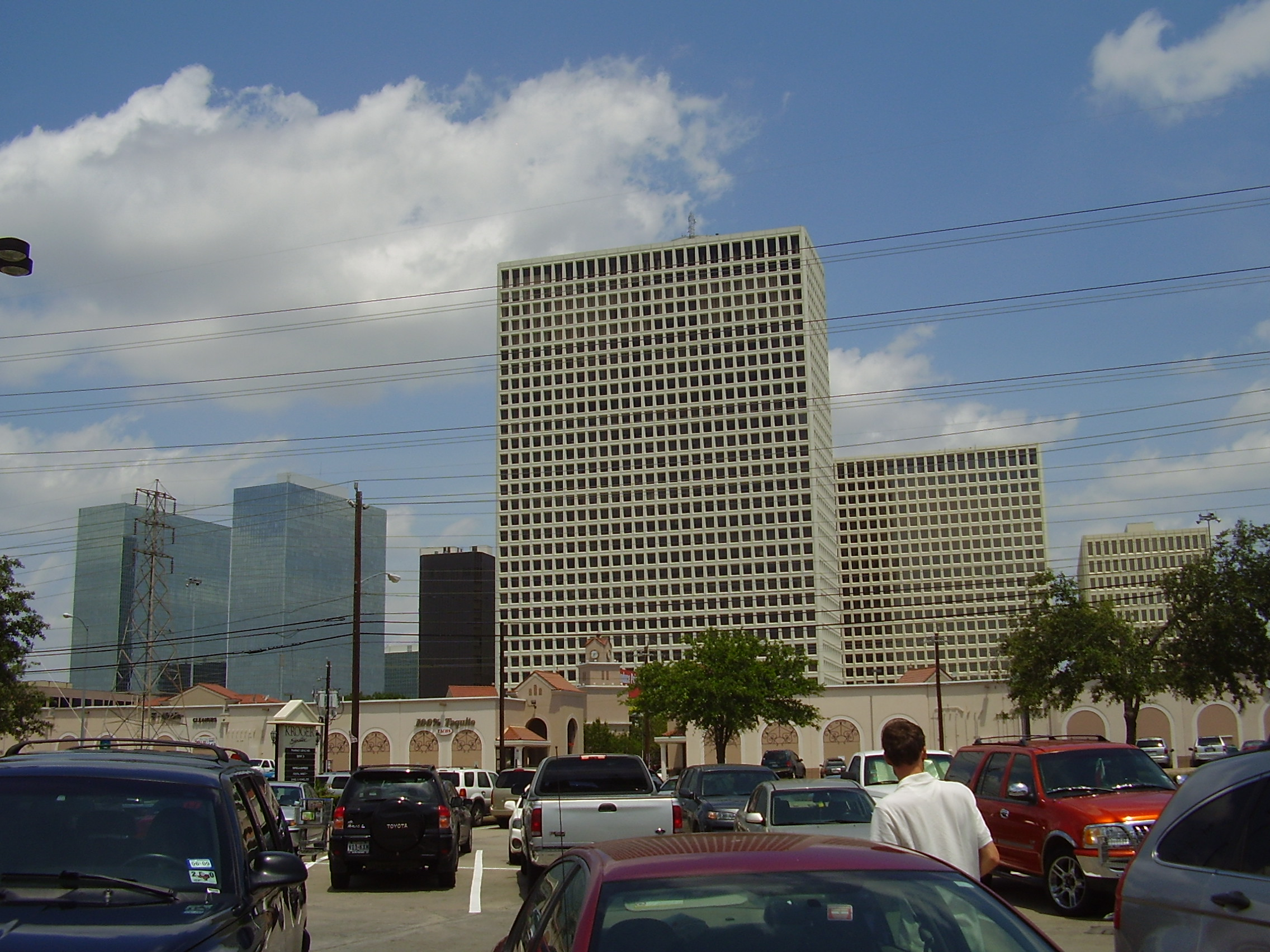
جرينواي بلازا ، موقع مكاتب ترانس أوشن في هيوستن

شركة ترانس أوشن المحدودة هي ثاني أكبر مقاول حفر بحري في العالم ويقع مقرها في فيرناير، سويسرا. وتمتلك الشركة مكاتب في 20 دولة، بما في ذلك سويسرا وكندا والولايات المتحدة والنرويج واسكتلندا والهند والبرازيل وسنغافورة وإندونيسيا وماليزيا.
في عام 2010 ، تورطت شركة ترانس أوشن في انسكاب النفط في ديب ووتر هورايزون نتيجة انفجار أحد منصاتها النفطية في خليج المكسيك .
في عام 2015 ، استحوذت شركة شيفرون على 14 ٪ من إيرادات الشركة وشكلت شركة رويال داتش شل 10 ٪ من إيرادات الشركة.